# Tristan Tulen
Tristan Tulen (* 22. července 1991 's-Hertogenbosch) je nizozemský sportovní šermíř, člen klubu Scaramouche Arnhem. Šermuje kordem, je levák a měří 189 cm. Pracuje jako fyzioterapeut a je vegetarián.
Začal šermovat v devíti letech v rodném 's-Hertogenboschi jako fleretista, v šestnácti letech přešel na kord. Na mistrovství světa v šermu debutoval v roce 2011. V roce 2013 získal bronzovou medaili na Univerziádě v Kazani. V roce 2019 obsadil třetí místo na Grand Prix kordistů v Cali. Na mistrovství Evropy v šermu v roce 2022 byl druhý. Jeho největším úspěchem bylo prvenství na Evropských hrách 2023 v Polsku, kde ve finále porazil Miguela Frazãoa z Portugalska. V roce 2024 startoval poprvé na olympijských hrách, kde vypadl v prvním kole s italským reprezentantem Federicem Vismarou. 
Jeho bratr Rafaël Tulen je také šermířem, v roce 2017 založili Team Tulen. Společně získali stříbrnou medaili v soutěži družstev na evropském šampionátu, který se konal v červnu 2025 v Janově.